# Fre de nas
Un fre de nas és un instrument de contenció format per una corda o una corretja de cuir enganxada a l'extrem d'un bastó, amb la qual s'estreny el nas dels equins per immobilitzar-los. Si està ben dissenyat i ben utilitzat, pot alliberar endorfines i encefalines al cervell, que tenen propietats analgèsiques.

## Ús del fre de nas
És possible fer un gir del nas amb un pal gruixut i sòlid, que es perfora en un extrem amb un forat i per on es passa un llaç de corda d'uns trenta centímetres de llargada. La branca es fa lliscar al voltant del llavi superior de l'animal, després es passa la mà pel bucle i s'agafa el llavi superior de l'animal. A continuació, s'ha de fer lliscar la corda per sobre de la mà i girar el pal per estrènyer la corda al voltant del llavi superior.

## Fre de nas i dolor animal
L'ús de la fre de nas pot causar dolor a l'animal, ja sigui com a part del propi procés de contenció, o per part de la persona que realitza el procediment.

## Recomanacions
Cal tenir cura de no col·locar el fre de nas a l'orella de l'animal perquè aquest ús és molt dolorós i pot danyar l'orella i trencar-ne el cartílag. El fre de nas només s'ha d'utilitzar durant el temps mínim necessari. Sempre l'ha de subjectar un dels entrenadors per tal d'evitar que el cavall faci mal algú si es vol treure el fre de nas.